# Amrapalia unimaculata
Amrapalia unimaculata är en stekelart som beskrevs av Gupta 1983. Amrapalia unimaculata ingår i släktet Amrapalia och familjen brokparasitsteklar. Inga underarter finns listade i Catalogue of Life.